# Pamela Blake
Pamela Blake, nata Adele Pearce (Oakland, 6 agosto 1915 – Las Vegas, 6 ottobre 2009), è stata un'attrice statunitense.
Nata Adele Pearce, ha usato il suo nome reale fino al 1942. La sua carriera è durata nel periodo 1934–1954.

## Filmografia parziale

### Cinema
- Autumn Crocus, regia di Basil Dean (1934)
- The Utah Trail, regia di Albert Herman (1938)
- Wyoming Outlaw, regia di George Sherman (1939)
- Segreto mortale (Full Confession), regia di John Farrow (1939)
- Pop Always Pays, regia di Leslie Goodwins (1940)
- Too Many Girls, regia di George Abbott (1940) - non accreditata
- Il signore e la signora Smith (Mr. & Mrs. Smith), regia di Alfred Hitchcock (1941)
- Il fuorilegge (This Gun for Hire), regia di Frank Tuttle (1942)
- The Omaha Trail, regia di Edward Buzzell (1942)
- Kid Dynamite, regia di Wallace Fox (1943)
- La fortuna è bionda (Slightly Dangerous), regia di Wesley Ruggles (1943)
- Swing Shift Maisie, regia di Norman Z. McLeod (1943)
- Swing Fever, regia di Tim Whelan (1943)
- Why Girls Leave Home, regia di William Berke (1945)
- Live Wires, regia di Phil Karlson (1946)
- Partners in Time, regia di William Nigh (1946)
- Mysterious Intruder, regia di William Castle (1946)
- Chick Carter, Detective, regia di Derwin Abrahams (1946)
- The Mysterious Mr. M, regia di Lewis D. Collins (1946)
- Rolling Home, regia di William Berke (1946)
- Stage Struck, regia di William Nigh (1948)
- Son of God's Country, regia di R. G. Springsteen (1948)
- Il doppio segno di Zorro (Ghost of Zorro), regia di Fred C. Brannon (1949)
- The Daltons' Women, regia di Thomas Carr (1950)
- Federal Man, regia di Robert Emmett Tansey (1950)
- Gunfire, regia di William Berke (1950)
- Border Rangers, regia di William Berke (1950)
- 5.000 dollari per El Gringo (Waco), regia di Lewis D. Collins (1952)

### Televisione
- Le inchieste di Boston Blackie (Boston Blackie) – serie TV, episodio 1x03 (1951)